# Mačický potok
Der Mačický potok ist ein linker Zufluss des Novosedelský potok in Tschechien.

## Verlauf
Der Mačický potok entspringt in der Ansiedlung V Chaloupkách im Böhmerwaldvorland. Seine Quelle liegt am südlichen Fuße des Damíč (710 m). Der Oberlauf des Baches führt vorbei an Damíč, Na Cihelně und Soběšice sowie westlich des Bitovín bzw. Stráž (694 m) nach Norden. Am Fuße des Bitovín wird der Mačický potok in den Teichen Marouškovec und Majdlovec gestaut. Bei Bukovník nimmt der Bach nordöstliche Richtung und durchfließt die Teiche Horní Ostrov und Dolní Ostrov. Am weiteren Lauf liegt das Dorf Mačice, unterhalb davon wird der Bach von der Talsperre Mačice angestaut. Dann erreicht der Bach Frymburk, wo er in den Teichen Mlýnský rybník und Sázka gestaut wird. Ab der Mündung des Kejnický potok folgt der Mačický potok dessen Fließrichtung und fließt an seinem Unterlauf nach Südosten. Der Mačický potok fließt dann durch Ohrazenice und mündet nach 11,9 Kilometern bei Tažovická Lhota in den Novosedelský potok.

## Zuflüsse
- Kejnický potok (l), in Frymburk
- Vojnický potok (r), oberhalb von Ohrazenice